# Stadion Nattenberg
Das Stadion Nattenberg (oder auch Nattenbergstadion) ist ein Fußballstadion mit Leichtathletikanlage in der westfälischen Stadt Lüdenscheid, Nordrhein-Westfalen.

## Geschichte
Die Anlage wurde 1972 zur Hochzeit des damaligen Zweitligisten Rot-Weiß Lüdenscheid neu errichtet. Die Sportstätte verfügt über eine mit einem Holzdach überdachte Tribüne. Das mit einer Flutlichtanlage ausgestattete Mehrzweckstadion verfügt über eine Kunststoffbahn und weitere Leichtathletik-Einrichtungen. Im März 2009 wurde bekannt gegeben, dass das Stadion Nattenberg komplett umgebaut wird. Nach dem Umbau, bei dem die Stehplätze auf der Gegengeraden und in den Kurven zurückgebaut und durch einen begehbaren Rasenwall ersetzt. Es finden im Stadion Nattenberg heute noch 4999 Zuschauer Platz, statt wie früher 15.000. Seit 2019 findet jährlich das Musikfestival Bautz Festival im Stadion Nattenberg und auf dem angrenzenden Kunstrasen statt.
Neben Fußball und Leichtathletik werden seit April 2021 auch American-Football-Spiele der Lüdenscheid Lightnings im Stadion ausgetragen.
Mittlerweile ist das Stadionrund in einem schlechten Zustand.

## Bedeutende Spiele
Das Stadion Nattenberg wurde bis zu seinem Umbau 2009 sehr gerne für Testspiele genutzt. Bereits 1990 wurde hier der Fuji-Cup mit vier Bundesligisten ausgetragen. 1998 trafen hier im Ligapokal Bayer 04 Leverkusen und der MSV Duisburg aufeinander. Die Begegnung am 31. Juli 1998 endete mit einem 3:0-Sieg für Leverkusen. Auch im Jahr 2001 war das Nattenbergstadion Austragungsort des Ligapokals. Borussia Dortmund (Lüdenscheid-Nord) und der FC Schalke 04 trennten sich am 17. Juli 2001 1:2.
Im Jahr 2006 war das Stadion Nattenberg Spielstätte der Weltmeisterschaft der Menschen mit Behinderung. Im Halbfinale besiegte der spätere Weltmeister Saudi-Arabien Südafrika mit 2:0.
Am 28. Juni 1989 fand im Stadion Nattenberg das Halbfinale Norwegen – Schweden (2:1) der Fußball-Europameisterschaft der Frauen statt.
Auch die deutsche Fußballnationalmannschaft der Frauen trug bislang drei Spiele am Nattenberg aus.
- 03. Okt. 1984:  BR Deutschland –  Finnland 1:0 (EM-Qualifikation)
- 30. Juni 1991:  Deutschland –  Volksrepublik China 2:0
- 04. Nov. 2002:  Deutschland –  Russland 4:0

## Galerie

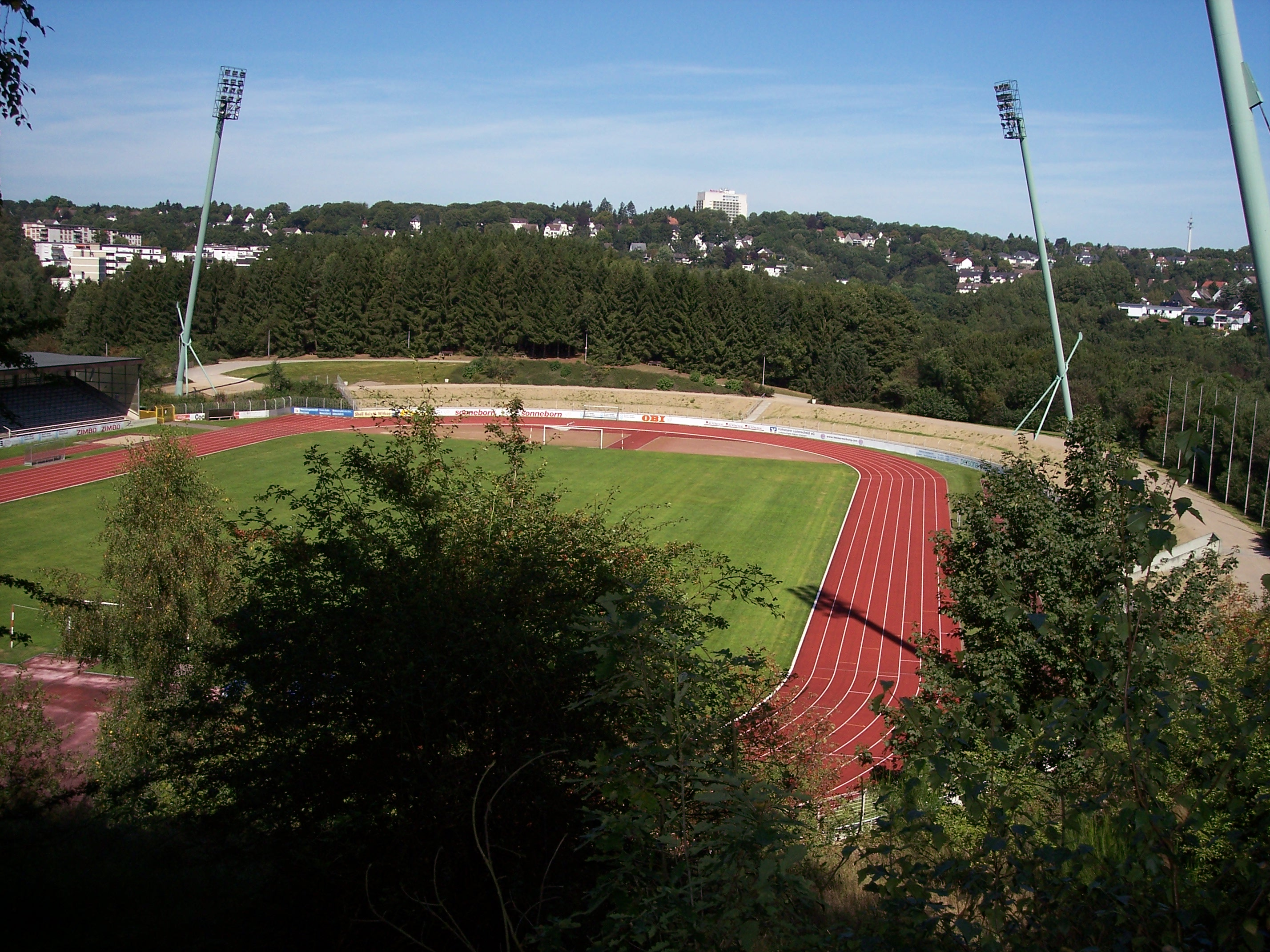
Nattenbergstadion von Süden (2009)